# Château de Durrës
Le château de Durrës est un château situé dans la ville homonyme en Albanie. 

## Histoire
Le château est construit par l'empereur byzantin Anastase Ier, originaire de la ville, pour la transformer en une des cités les mieux protégées de l'Adriatique. Le mur d'origine a été dévasté par le tremblement de terre de 1273. Les murs reconstruits ensuite mesurent 15 pieds de haut avec trois portes. Il ne reste plus aujourd'hui qu'une tour. Le château fut renforcé par la République de Venise et par les Ottomans.
Le 7 avril 1939, les patriotes albanais combattirent les forces fascistes italiennes. Quelque 360 personnes commandées par Abaz Kupi tentèrent de repousser les Italiens. Ils résistèrent pendant cinq heures ce qui permit au roi Zog Ier de s'enfuir.
Le château est aujourd'hui une attraction touristique importante de la ville.

## Source
- (en) Cet article est partiellement ou en totalité issu de l’article de Wikipédia en anglais intitulé « Durrës Castle » (voir la liste des auteurs).